# KHL Mladost Zagreb
KHL Mladost Zagreb (celým názvem: Klub hokeja na ledu Mladost Zagreb) je chorvatský klub ledního hokeje, který sídlí v Záhřebu. Založen byl v roce 1946 pod názvem AHK Mladost Zagreb. V jugoslávské éře klub získal dva tituly mistra nejvyšší soutěže, v chorvatské má dosud na kontě pouze jeden. Od osamostatnění Chorvatska v roce 1991 působí nepřetržitě v nejvyšší soutěži. Klubové barvy jsou červená, žlutá a černá.
Své domácí zápasy odehrává v hale Klizalište Velesajam s kapacitou 1 000 diváků.

## Historické názvy
Zdroj: 
- 1946 – AHK Mladost Zagreb (Akademski hokej klub Mladost Zagreb)
- 1986 – ASD Mladost Zagreb
- 1991 – KHL Mladost Zagreb (Klub hokeja na ledu Mladost Zagreb)

## Získané trofeje

### Vyhrané domácí soutěže
- Jugoslávský mistr v ledním hokeji ( 2× )
  - 1946/47, 1948/49
- Chorvatský mistr v ledním hokeji ( 1× )
  - 2007/08

### Vyhrané mezinárodní soutěže
- Panonská liga ( 1× )
  - 2007/08

## Přehled ligové účasti
Stručný přehled
Zdroj: 
- 1946–1947: Jugoslávská liga ledního hokeje (1. ligová úroveň v Jugoslávii)
- 1948–1949: Jugoslávská liga ledního hokeje (1. ligová úroveň v Jugoslávii)
- 1950–1956: Jugoslávská liga ledního hokeje (1. ligová úroveň v Jugoslávii)
- 1965–1969: Jugoslávská liga ledního hokeje (1. ligová úroveň v Jugoslávii)
- 1973–1975: Jugoslávská liga ledního hokeje (1. ligová úroveň v Jugoslávii)
- 1976–1977: Jugoslávská liga ledního hokeje (1. ligová úroveň v Jugoslávii)
- 1990–1991: Jugoslávská liga ledního hokeje (1. ligová úroveň v Jugoslávii)
- 1991–2003: Prvenstvo Hrvatske u hokeju na ledu (1. ligová úroveň v Chorvatsku)
- 2002–2004: Panonská liga (mezinárodní soutěž)
- 2004– : Prvenstvo Hrvatske u hokeju na ledu (1. ligová úroveň v Chorvatsku)
- 2007–2009: Panonská liga (mezinárodní soutěž)
- 2009–2010: Slohokej Liga (mezinárodní soutěž)
- 2001–2012: Slohokej Liga (mezinárodní soutěž)
- 2015–2017: Slovenska hokejska liga (1. ligová úroveň ve Slovinsku)
- 2017– : International Hockey League (mezinárodní soutěž)

Jednotlivé ročníky
Zdroj: 
Legenda: ZČ - základní část, červené podbarvení - sestup, zelené podbarvení - postup, fialové podbarvení - reorganizace, změna skupiny či soutěže
| Jugoslávie (1946 – 1991)                                              |                        |           |            |                                       |                       |
| Sezóny                                                                | Soutěž                 | Úroveň    | ZČ         | Play-off, nadstavba, sk. o udržení... | Poznámky              |
| 1946/47                                                               | 1. liga                | 1. úroveň | 1. místo   |                                       | Reorganizace          |
| ...                                                                   |                        |           |            |                                       |                       |
| 1948/49                                                               | 1. liga                | 1. úroveň | 1. místo   |                                       |                       |
| V sezóně 1949/50 se jugoslávské mistrovství v ledním hokeji nekonalo. |                        |           |            |                                       |                       |
| 1950/51                                                               | 1. liga                | 1. úroveň | 2. místo   |                                       |                       |
| 1951/52                                                               | 1. liga                | 1. úroveň | 4. místo   |                                       |                       |
| 1952/53                                                               | 1. liga                | 1. úroveň | 3. místo   |                                       |                       |
| 1953/54                                                               | 1. liga                | 1. úroveň | 4. místo   |                                       |                       |
| 1954/55                                                               | 1. liga                | 1. úroveň | 4. místo   |                                       |                       |
| 1955/56                                                               | 1. liga                | 1. úroveň | 6. místo   |                                       | Reorganizace          |
| ...                                                                   |                        |           |            |                                       |                       |
| 1965/66                                                               | 1. liga                | 1. úroveň | 8. místo   |                                       |                       |
| 1966/67                                                               | 1. liga                | 1. úroveň | 7. místo   |                                       |                       |
| 1967/68                                                               | 1. liga                | 1. úroveň | 7. místo   |                                       |                       |
| 1968/69                                                               | 1. liga                | 1. úroveň | 8. místo   |                                       | Reorganizace          |
| ...                                                                   |                        |           |            |                                       |                       |
| 1973/74                                                               | 1. liga                | 1. úroveň | 12. místo  |                                       |                       |
| 1974/75                                                               | 1. liga                | 1. úroveň | 12. místo  |                                       | Reorganizace          |
| ...                                                                   |                        |           |            |                                       |                       |
| 1976/77                                                               | 1. liga                | 1. úroveň | 13. místo  |                                       | Reorganizace          |
| ...                                                                   |                        |           |            |                                       |                       |
| 1990/91                                                               | 1. liga                | 1. úroveň | 9. místo   |                                       | Reorganizace          |
| Chorvatsko (1991 – )                                                  |                        |           |            |                                       |                       |
| Sezóny                                                                | Soutěž                 | Úroveň    | ZČ         | Play-off, nadstavba, sk. o udržení... | Poznámky              |
| 1991/92                                                               | Prvenstvo Hrvatske     | 1. úroveň | 3. místo   |                                       |                       |
| 1992/93                                                               | Prvenstvo Hrvatske     | 1. úroveň | 2. místo   | Finále                                |                       |
| 1993/94                                                               | Prvenstvo Hrvatske     | 1. úroveň | 3. místo   | Zápas o 3. místo (výhra)              |                       |
| 1994/95                                                               | Prvenstvo Hrvatske     | 1. úroveň | 3. místo   | Zápas o 3. místo (výhra)              |                       |
| 1995/96                                                               | Prvenstvo Hrvatske     | 1. úroveň | 1. místo   | Finále                                |                       |
| 1996/97                                                               | Prvenstvo Hrvatske     | 1. úroveň | 3. místo   | Semifinále                            |                       |
| 1997/98                                                               | Prvenstvo Hrvatske     | 1. úroveň | 2. místo   | Finále                                |                       |
| 1998/99                                                               | Prvenstvo Hrvatske     | 1. úroveň | 3. místo   | Zápas o 3. místo (výhra)              |                       |
| 1999/00                                                               | Prvenstvo Hrvatske     | 1. úroveň | 3. místo   | Zápas o 3. místo (prohra)             |                       |
| 2000/01                                                               | Prvenstvo Hrvatske     | 1. úroveň | 3. místo   | Zápas o 3. místo (výhra)              |                       |
| 2001/02                                                               | Prvenstvo Hrvatske     | 1. úroveň | 3. místo   | Zápas o 3. místo (výhra)              |                       |
| 2002/03                                                               | Prvenstvo Hrvatske     | 1. úroveň | 3. místo   | Zápas o 3. místo (výhra)              | Odhlášení ze soutěže  |
| ...                                                                   |                        |           |            |                                       |                       |
| 2004/05                                                               | Prvenstvo Hrvatske     | 1. úroveň | 3. místo   | Finále                                |                       |
| 2005/06                                                               | Prvenstvo Hrvatske     | 1. úroveň | 2. místo   | Finále                                |                       |
| 2006/07                                                               | Prvenstvo Hrvatske     | 1. úroveň | 3. místo   | Finálová skupina (2. místo)           |                       |
| 2007/08                                                               | Prvenstvo Hrvatske     | 1. úroveň | 2. místo   | Vítěz                                 |                       |
| 2008/09                                                               | Prvenstvo Hrvatske     | 1. úroveň | 2. místo   | Finále                                |                       |
| 2009/10                                                               | Prvenstvo Hrvatske     | 1. úroveň | 2. místo   | Finále                                |                       |
| 2010/11                                                               | Prvenstvo Hrvatske     | 1. úroveň | 1. místo   | Finále                                |                       |
| 2011/12                                                               | Prvenstvo Hrvatske     | 1. úroveň | 1. místo   | Finále                                |                       |
| 2012/13                                                               | Prvenstvo Hrvatske     | 1. úroveň | 2. místo   | Finále                                |                       |
| 2013/14                                                               | Prvenstvo Hrvatske     | 1. úroveň | 1. místo   | Finále                                |                       |
| 2014/15                                                               | Prvenstvo Hrvatske     | 1. úroveň | 1. místo   | Finále                                |                       |
| 2015/16                                                               | Prvenstvo Hrvatske     | 1. úroveň | 1. místo   | Finále                                |                       |
| 2016/17                                                               | Prvenstvo Hrvatske     | 1. úroveň | 2. místo   | Finále                                |                       |
| 2017/18                                                               | Prvenstvo Hrvatske     | 1. úroveň | bez účasti | Semifinále                            |                       |
| 2018/19                                                               | Prvenstvo Hrvatske     | 1. úroveň | bez účasti | Semifinále                            |                       |
| 2019/20                                                               | Prvenstvo Hrvatske     | 1. úroveň |            |                                       |                       |
| Slovinsko (2015 – 2017)                                               |                        |           |            |                                       |                       |
| Sezóny                                                                | Soutěž                 | Úroveň    | ZČ         | Play-off, nadstavba, sk. o udržení... | Poznámky              |
| 2015/16                                                               | Slovenska liga – sk. A | 1. úroveň | 3. místo   |                                       |                       |
| 2016/17                                                               | Slovenska liga         | 1. úroveň | 6. místo   |                                       | Odstoupení ze soutěže |
| Celoevropské soutěže                                                  |                        |           |            |                                       |                       |
| Sezóny                                                                | Soutěž                 | Úroveň    | ZČ         | Play-off, nadstavba, sk. o udržení... | Poznámky              |
| 2002/03                                                               | Panonská liga          | 1. úroveň | 5. místo   |                                       |                       |
| 2003/04                                                               | Panonská liga          | 1. úroveň | 5. místo   |                                       |                       |
| 2007/08                                                               | Panonská liga          | 1. úroveň | 1. místo   |                                       |                       |
| 2008/09                                                               | Panonská liga          | 1. úroveň | 5. místo   |                                       |                       |
| 2009/10                                                               | Slohokej Liga          | 1. úroveň | 10. místo  |                                       |                       |
| 2011/12                                                               | Slohokej Liga          | 1. úroveň | 5. místo   | Předkolo                              |                       |
| 2017/18                                                               | IHL                    | 1. úroveň | 9. místo   |                                       |                       |
| 2018/19                                                               | IHL                    | 1. úroveň | 7. místo   | Čtvrtfinále                           |                       |
| 2019/20                                                               | IHL                    | 1. úroveň |            |                                       |                       |

## Účast v mezinárodních pohárech
Zdroj: 
Legenda: SP - Spenglerův pohár, EHP - Evropský hokejový pohár, EHL - Evropská hokejová liga, SSix - Super six, IIHFSup - IIHF Superpohár, VC - Victoria Cup, HLMI - Hokejová liga mistrů IIHF, ET - European Trophy, HLM - Hokejová liga mistrů, KP - Kontinentální pohár
- KP 1998/1999 – Předkolo, sk. E (4. místo)
- KP 2007/2008 – 1. kolo, sk. C (4. místo)
- KP 2008/2009 – Předkolo, sk. A (2. místo)

## Galerie

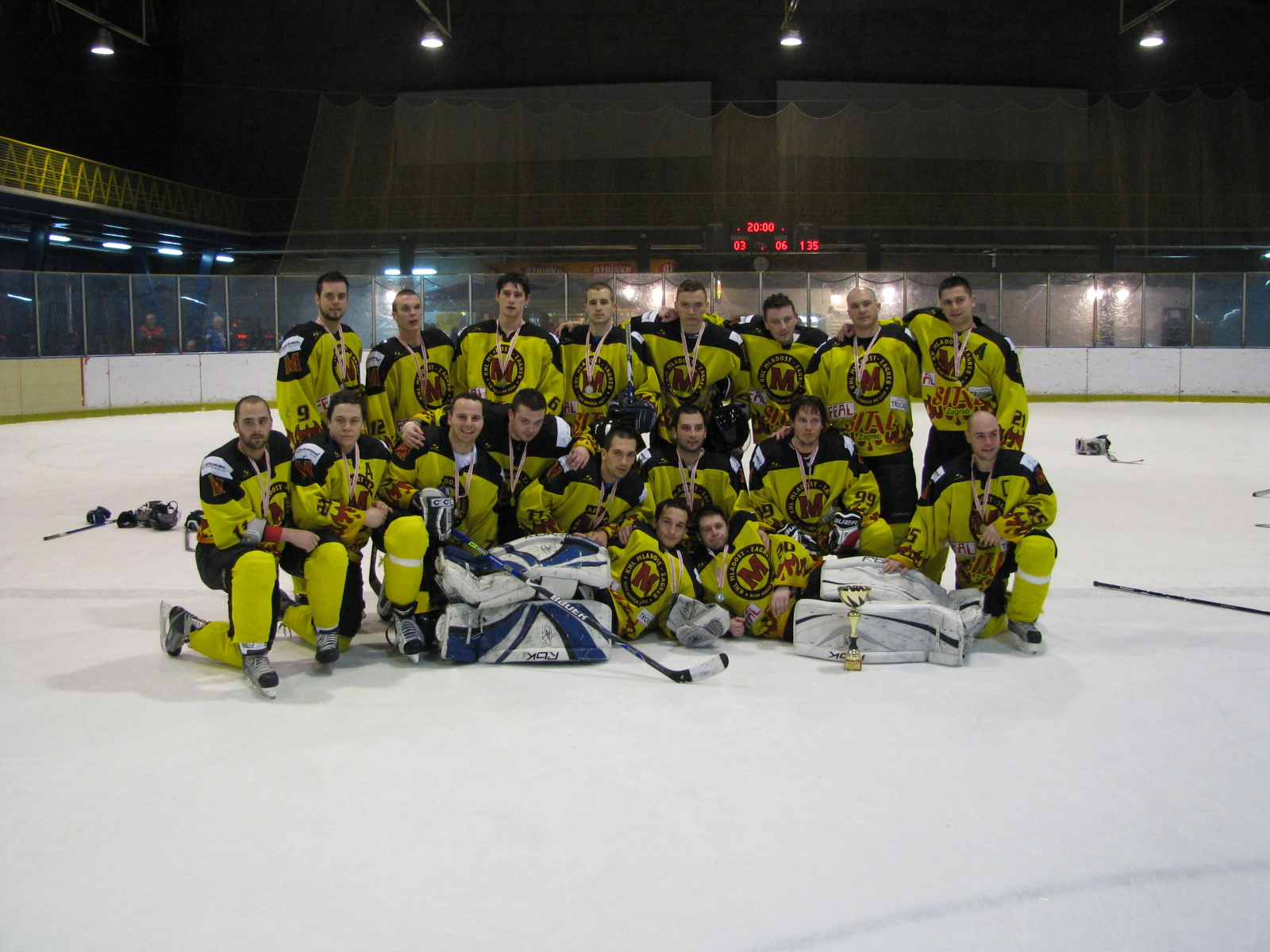
Mužstvo v sezóně 2009/10
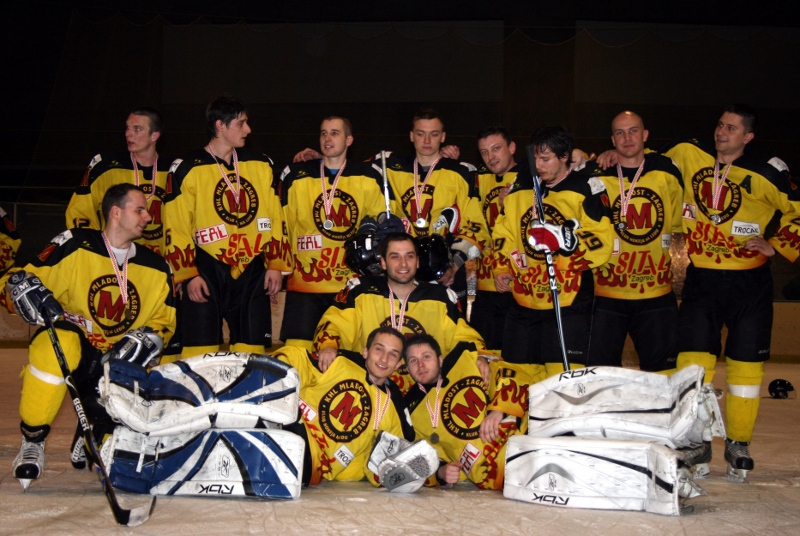
Mužstvo v sezóně 2009/10 (2)